# 近藤陽子
近藤 陽子（こんどう ようこ、1979年2月13日 - ）は、青森県八戸市出身の女子アイスホッケー選手である。ポジションはディフェンダー。SEIBUプリンセス ラビッツ所属。日本体育大学女子短期大学部卒業。身長164cm。

## 来歴
小学生の時に地元の少年団「八戸南ジュニア」でアイスホッケーを始め、八戸レッズを経て（高校は八戸工業大学第一高等学校）、日本体育大学短期大学部進学に合わせコクドレディース（現SEIBUプリンセス ラビッツ）へ入団。
1998年には19歳で長野オリンピックに日本代表として出場。以来代表の中心選手として活躍を続ける。
2005年より久保英恵とともにカナダのプロリーグNWHLのオタワレイダースで1シーズンプレーした。38試合出場3ゴール10アシスト13ポイントをマーク。
2007年アジア冬季競技大会では女子日本代表チームの主将を務めた。
2008年バンクーバーオリンピック予選にてプレーもさることながら、精神的な柱になり活躍。
2013年2月に行われたソチオリンピック最終予選には出場できなかったが、2014年のオリンピック本戦のメンバーには選出された。

## 日本代表歴
2013年現在、日本代表最多出場記録42回を保持している。
- オリンピック
  - 1998年長野オリンピック
  - 2014年ソチオリンピック
- 世界選手権
  - 1999年、2000年、2001年、2003年、2004年、2005年、2007年、2008年、2009年
- オリンピック予選
  - ソルトレイク最終予選、トリノ最終予選、バンクーバー最終予選
- アジア冬季競技大会
  - 2007年、2011年